# Flatlandia
Flatlandia czyli kraina płaszczaków – powieść Edwina Abbotta, wydana w roku 1884, w oryginale zatytułowana  "Flatland: A Romance of Many Dimensions".
Rzecz dzieje się w dwuwymiarowej krainie, jej bohaterami są płaszczaki, więc książka przez wielu uważana za wstęp do rozważań na temat wymiarów przestrzennych.
Książka stanowi z jednej strony krytykę społeczeństwa epoki wiktoriańskiej, z drugiej strony może być traktowana jako esej matematyczny na temat czwartego wymiaru. Historia kilkukrotnie ekranizowana.